# 洪季

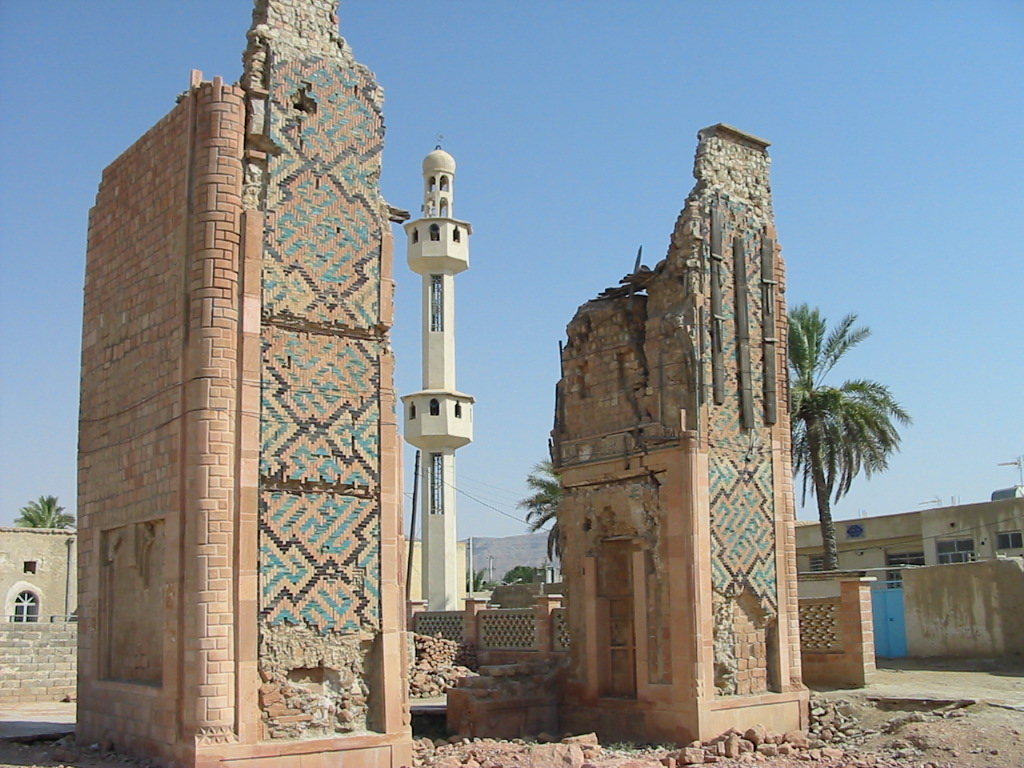

洪季是伊朗的城市，位於該國南部，由法爾斯省負責管轄，距離首府設拉子270公里，始建於公元前1世紀，海拔高度1,044米，主要農產品有小麥、燕麥和棗類，2006年人口19,347。

## 外部連結
- Khonjema.com （页面存档备份，存于） (In Persian)